# Tivadar Monostori

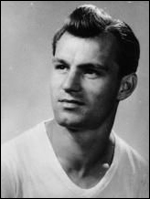
Tivadar Monostori

Tivadar Monostori (* 24. August 1936 in Felsőgalla; † 18. März 2014) war ein ungarischer Fußballspieler und -trainer.
Der Stürmer, der für Dorogi FC und FC Tatabánya auflief, nahm mit der ungarischen Nationalmannschaft an der Weltmeisterschaft 1958 und der Weltmeisterschaft 1962 teil. Später betreute er neben seinen beiden Spielstationen Ferencváros Budapest, Égszöv Medosz und den Kaposvári Rákóczi FC. Ende der 1970er Jahre trainierte er kurzzeitig die ungarische Nationalmannschaft und bis zum Ausscheiden in der Vorrunde bei der Asienmeisterschaft 1984 die Nationalmannschaft der Vereinigten Arabischen Emirate.